# Lo Ventall
Lo Ventall: periódich humorístich y literari va ser una publicació del Grup modernista de Reus que sortí l'any 1898.

## Història
Després de l'experiència de Reus Tranquil el 1897, amb aquesta publicació, la Colla de ca l'Aladern o Grup modernista, va voler tornar a fer sentir la seva veu, la literària i també la humorística, encara que principalment publicaven poemes i narracions. Es publicà després de La Nova Cathalunya, l'òrgan més important d'expressió del Grup modernista de Reus, que dirigia i imprimia Josep Aladern. El primer número de Lo Ventall va sortir el 30 de juliol de 1898, dirigit per Pere Cavallé. Era un periòdic humorístic i literari, i, segons l'erudit reusenc Joaquim Santasusagna, «d'una presentació, dins la seva manera, modesta i ingènua, qualificable de passadora».
Per tal d'assegurar les vendes incloïen historietes còmiques frívoles i versos d'un humor vulgar que, com diu Plàcid Vidal, «llavors anaven en voga entre els lectors dels periòdics catalans qualificats de festius directament contrària a la nostra manera de pensar«.
L'últim número va ser el 16, del 12 de novembre de 1898, quan en una reunió de la Colla i a instàncies d'Hortensi Güell, es va decidir que el títol era més aviat indicat per l'estiu, i que potser caldria un títol més modernista. Llavors va canviar de nom i passà a dir-se Lo Lliri, que en aquells moments era la flor de moda.
A part de Pere Cavallé, director, hi col·laboraven els membres de la Colla, sobretot Antoni Isern, Joan Puig i Ferreter, Màrius Ferré, Miquel Ventura, Josep Thous Puey i Xavier Gambús.

## Aspectes tècnics
Sortia setmanalment, en format quartilla a quatre pàgines. Tenia capçalera tipogràfica i el preu era de cinc cèntims. La redacció era al carrer de Jesús 31, la llibreria de ca l'Aladern, que també era la impremta: Impremta La Regional.

## Localització
- La Biblioteca Central Xavier Amorós de Reus conserva onze dels setze exemplars.[4] Es poden consultar en format electrònic en línia: Lo Ventall.